# Mairie d’Issy (Métro Paris)
Mairie d’Issy [mɛʁi disi] ist eine unterirdische Station der Linie 12 der Pariser Métro.

## Lage
Die Station befindet sich im Pariser Vorort Issy-les-Moulineaux. Sie liegt längs unter der Rue du Général Leclerc östlich deren Kreuzung mit dem Straßenzug Rue Diderot–Rue Auguste Gervais.

## Name

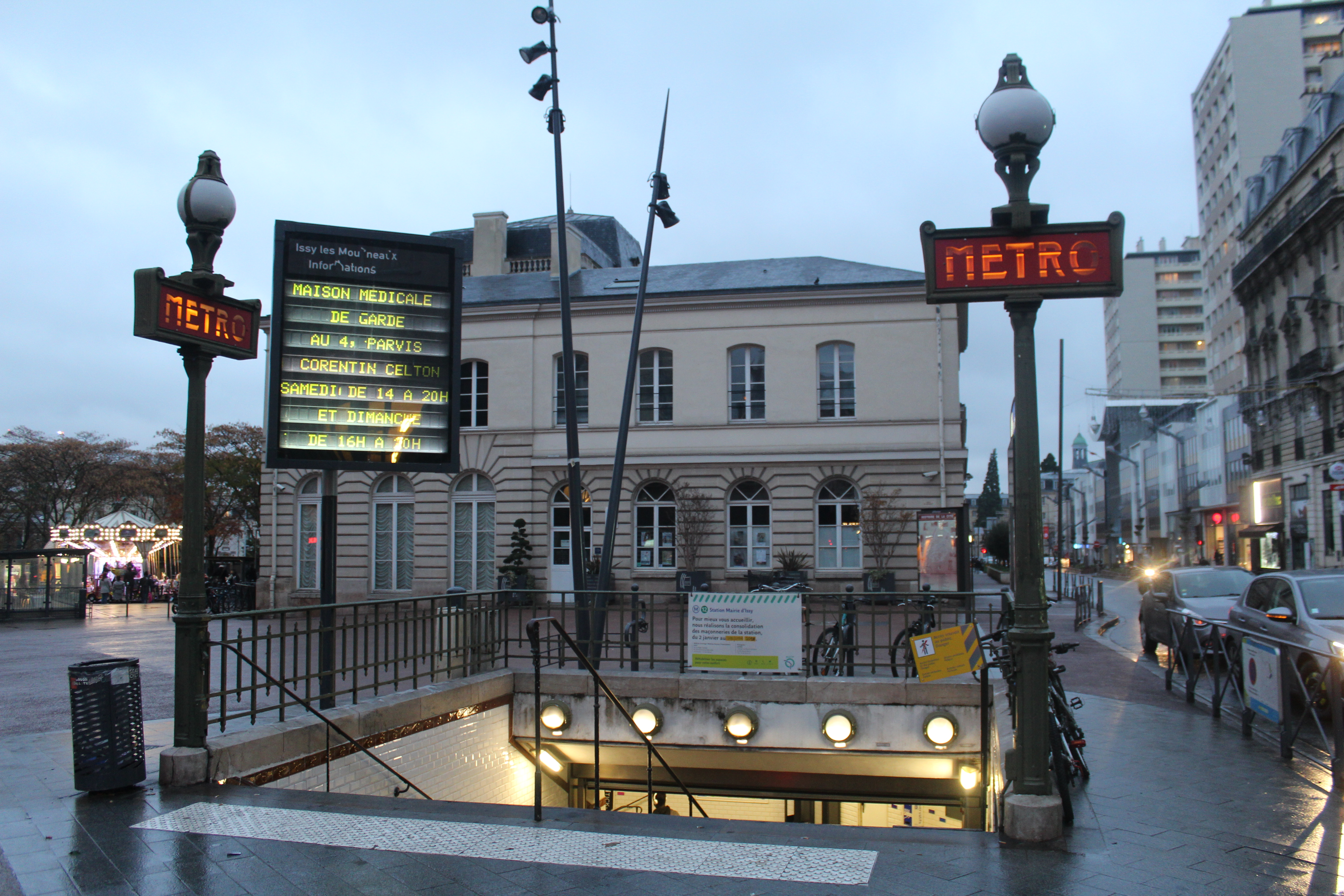
Zugang mit Dervaux-Kandelabern, im Hintergrund das namengebende Rathaus

Namengebend ist die unmittelbar angrenzende Mairie d’Issy, das Rathaus (Mairie) der Stadt. Deren Namensbestandteil Issy deutet auf einen  Grundbesitzer aus gallorömischer Zeit hin.

## Geschichte und Beschreibung

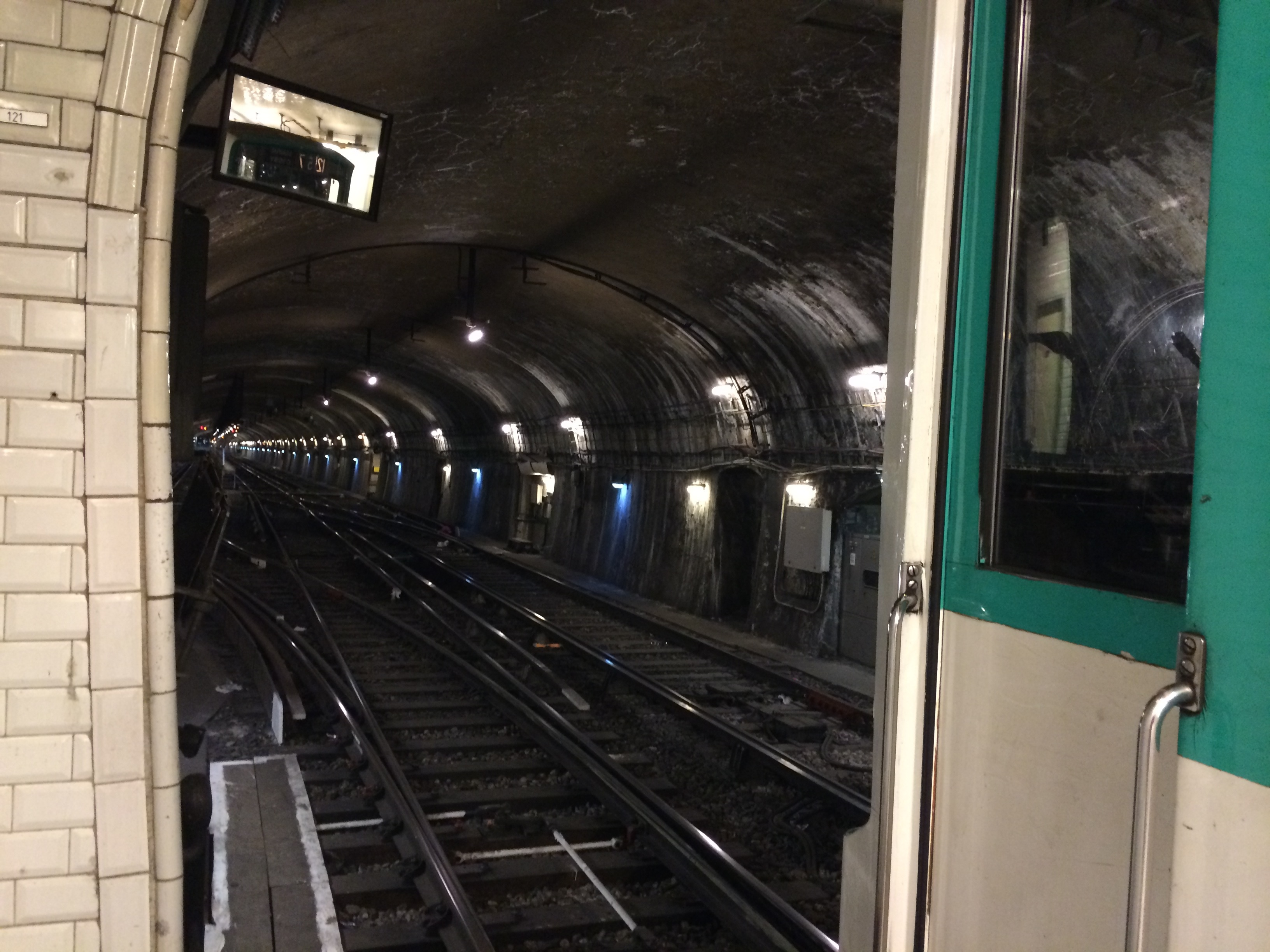
Blick in die Abstell- und Wendeanlage

Die Station wurde am 24. März 1934 in Betrieb genommen, als der letzte Abschnitt der Linie 12 von der Station Porte de Versailles weiter in Richtung Süden bis dorthin eröffnet wurde. Seitdem ist sie südlicher Endpunkt der Linie 12.
Unter einem elliptischen Gewölbe liegen zwei Seitenbahnsteige an zwei Streckengleisen. Die Station weist die ursprüngliche Pariser Standardlänge von 75 m, ausreichend für Fünf-Wagen-Züge, auf. Obwohl die Station erst nach der Übernahme der Société du chemin de fer électrique souterrain Nord-Sud de Paris (Nord-Sud) durch die Compagnie du chemin de fer métropolitain de Paris (CMP) in Betrieb ging, folgen die Seitenwände nicht CMP-typisch der Krümmung der Ellipse, sondern verlaufen im unteren Bereich senkrecht. Wegen der zunächst auf den Strecken der Nord-Sud vorhandenen Oberleitung ist sie zudem geringfügig höher als die unter ähnlichen Gewölben liegenden Stationen der CMP. Das Dekor entsprach hingegen bereits jenem der schlichteren CMP-Variante.
Der einzige Zugang befindet an der Einmündung der Avenue de la République in die Rue du Général Leclerc, er ist durch zwei Dervaux-Kandelaber markiert. Unweit davon existiert eine Rolltreppe ausschließlich als Ausgang. Südwestlich der Station liegt eine dreigleisige Wende- und Abstellanlage.

## Fahrzeuge

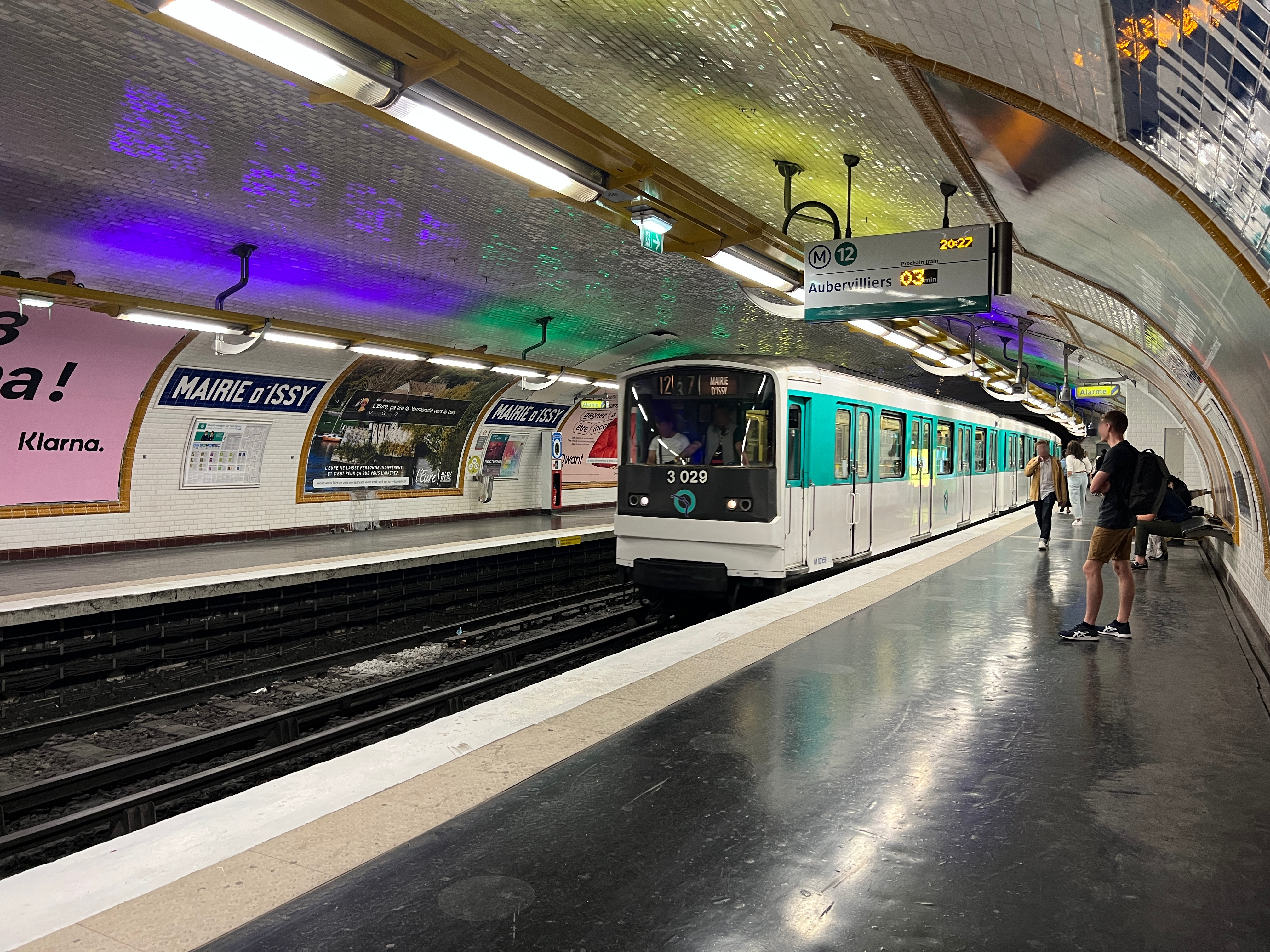
Zug der Baureihe MF 67

Auf der Linie 12 verkehrten zunächst Züge der Nord-Sud-Bauart Sprague-Thomson, die sich in mehreren Punkten von den Sprague-Thomson-Fahrzeugen der CMP unterschieden. Auffallendes Merkmal war die Stromversorgung des führenden Triebwagens mittels eines Pantographen. Nach der Übernahme der Nord-Sud durch die CMP wurde diese Betriebsform in den 1930er Jahren aufgegeben. In den 1970er Jahren schieden die Nord-Sud-Züge zugunsten der Sprague-Thomson-Regelbauart aus, 1977 kamen dann moderne Züge der Baureihe MF 67 auf die Strecke.